# Zofia Dobrowolska
Zofia Dobrowolska (ur. 26 marca 1906 w Poznaniu, zm. 7 maja 1993 w Elblągu) – polska Miss Polonia 1932.
Jej zdjęcie na konkurs organizowany w Paryżu przez Polonię Francuską wysłali koledzy z klubu literatów i artystów "Prometidion". Zaproszono 15 Polek z różnych stron świata w tym 26-letnią urzędniczkę Banku Cukrownictwa z Poznania. W nagrodę za zwycięstwo otrzymała zegarek i podróż do Włoch oraz prawo reprezentowania Polski w konkursie Miss Europe'32 w Nicei.
Przez pewien czas pełniła m.in. honory Miss na targach w Poznaniu, była również przedstawiona Ignacemu Mościckiemu.
W 1941 wyszła za mąż w Warszawie, jednak małżeństwo nie było udane. W czasie powstania straciła cały dobytek. Po wojnie zamieszkała wraz z matką w Elblągu jako Zofia Baczewska zostając stenotypistką. W 1991 zaproszona do jury Miss Pomorza odmówiła uczestnictwa. Została pochowana na cmentarzu komunalnym Agrykola w Elblągu.